# Mariusz Dmyterko
Mariusz Tomasz Dmyterko (* 29. Dezember 1979 in Bytów) ist ein polnischer ukrainisch-griechisch-katholischer Geistlicher und ernannter Weihbischof in Breslau-Koszalin.

## Leben
Mariusz Dmyterko erwarb in Biały Bór die Hochschulreife und studierte anschließend Philosophie und Theologie am ritusübergreifenden Priesterseminar in Lublin. Am 20. August 2005 empfing er das Sakrament der Priesterweihe für die später in Breslau-Koszalin umbenannte Eparchie Breslau-Danzig.
Nach der Priesterweihe war er bis 2010 in Liegnitz in der Pfarrseelsorge und als Religionslehrer am ukrainischen Gymnasium tätig. Während dieser Zeit erwarb er an der Universität Oppeln das Lizenziat in Dogmatik. Nach weiteren Studien an der Päpstlichen Universität Gregoriana in Rom wurde er in Dogmatik zum Dr. theol. promoviert. 2014 bis 2015 sowie erneut ab 2019 gehörte er dem Priesterrat und ab 2020 dem Konsultorenkollegium der Eparchie an. Ab 2021 war er zudem Kanzler der Diözesankurie sowie bereits ab 2016 Pfarrer und Wallfahrtsseelsorger in Biały-Bor.
Papst Leo XIV. ernannte ihn am 10. Juli 2025 zum Weihbischof in Breslau-Koszalin.